# Negru
Negru (vero nome Gabriel Mafa; Timișoara, 1975 – 21 marzo 2017) è stato un batterista e percussionista rumeno, noto per essere stato componente e cofondatore della band black metal Negură Bunget.

## Biografia
Della vita privata di Negru, come pure di quella dei restanti componenti dei Negură Bunget, non si era Egli, assieme a Hupogrammos Disciple, fondò nel 1994 i Wiccan Rede, che nel 1995 assunseroil nome Negură Bunget e saranno il gruppo principale del batterista, con cui pubblicò ad oggi un totale di 8 album. Negru prese parte, sempre al fianco di Hupogrammos, anche al progetto denominato Makrothumia, una band progressive/doom death metal fondata nel 1994 ma scioltasi dopo pochi anni. Negru fu anche redattore della rivista musicale Negură Magazine/Music che fondò nel 2002 con Hupogrammos Disciple.

### Morte
Morì d'infarto nel 2017.

## Discografia

### Demo
- 1995 - From Transilvanian Forests (demo)

### EP
- 1998 - Sala Molksa
- 2005 - Inarborat Kosmos

### Album in studio
- 1996 - Zîrnindu-să
- 2000 - Măiastru Sfetnic
- 2002 - 'N Crugu Bradului
- 2006 - OM
- 2010 - Măiestrit
- 2010 - Vîrstele pămîntului
- 2015 - Tău
- 2016 - Zi

### Raccolte
- 2004 - Negură Bunget Box